# 荷兰归正会
荷兰归正会（缩写为NHK）是荷兰曾经的一个新教教派，屬於，自16世纪宗教改革起至1930年是该国最大的基督教教派。通过荷兰的殖民活动，该教派传播至美国、南非、印度尼西亚、斯里蘭卡、巴西和世界其他地区。对荷兰归正会的尊崇是世界各地荷兰移民社群的共同特征，也是南非阿非利卡民族主義的重要组成部分。
1571年，下德意志归正会（Nederduitse Gereformeerde Kerk）在东弗里斯兰城市埃姆登成立。当时正值宗教改革，该教派神学思想受约翰·加尔文等主要改革宗神学家的影响。1816年，下德意志归正会更名为“荷兰归正会”（Nederlandse Hervormde Kerk）。该教派历史上受阿民念主義、进一步改革等各种神学发展和争议的影响。19世纪，该教派几经分裂，这些分裂极大地改变了荷兰的加爾文主義。
2004年5月1日，该教派与荷兰联合归正会和荷兰王国福音路德会合并为荷兰新教教会（PKN）。少数信众选择不参与合并，而是另立复兴归正会（HHK）。